# Glasco, Kansas
Glasco är en ort i Cloud County i Kansas. Vid 2010 års folkräkning hade Glasco 498 invånare.